# Internationale Diabetes Federatie
De Internationale Diabetes Federatie (veelal afgekort IDF genoemd of in het Engels International Diabetes Federation) is een wereldwijd samenwerkingsverband van zo'n 200 organisaties op het gebied van diabetes mellitus, verdeeld over ruim 150 landen. Samen streven deze organisaties naar een beter leven voor diabetici over de gehele wereld.
Sinds ruim vijftig jaar behartigt de IDF de belangen van diabetici door te werken aan een grote bekendheid en bewustheid, diabeteszorg en -preventie te bevorderen en activiteiten te stimuleren die een oplossing of geneesmiddel kunnen vinden voor de verschillende typen diabetes. IDF werkt hiertoe onder meer samen met de Verenigde Naties en de Wereldgezondheidsorganisatie.
Samen met deze instanties organiseert de IDF ieder jaar op 14 november de Wereld Diabetesdag.

## "Wist U Dat?"
De IDF heeft een aantal feiten verzameld over diabetes, en deze gepubliceerd met als titel "Wist U Dat?". Deze feiten tonen aan hoe groot het probleem rond diabetes wereldwijd is en benadrukken de noodzaak van het nemen van maatregelen. Enkele van deze feiten zijn:
1. Ruim 246 miljoen mensen hebben diabetes, waarvan de grootste concentratie in India (40,9 miljoen), gevolgd door China (39,8 miljoen), de Verenigde Staten (19,2 miljoen) en Duitsland (7,4 miljoen).
2. Jaarlijks komen er zo'n 7 miljoen diabetici bij - iedere tien seconden één - en ieder tien seconden sterft er één persoon aan de gevolgen ervan. Daarmee is diabetes de vierde doodsoorzaak.
3. Ongeveer 50% van de mensen met diabetes weet niet dat ze lijden aan de ziekte.
4. Diabetes type 2 kan voor 80% worden voorkomen door gezond eten en voldoende beweging.

## Logo
De kolibrie wordt als beeldmerk gebruikt in het logo van de Internationale Diabetes Federatie. De kolibrie is gekozen als beeldmerk, omdat het leven van dit vogeltje elementen bevat, waarmee ook een diabetespatiënt te maken heeft, zoals het zorgvuldig opnemen van voedsel. De omhoog vliegende kolibrie symboliseert het optimisme dat het wetenschappelijk onderzoek eens erin zal slagen het diabetesprobleem op te lossen. In oktober 1985 werd tijdens het jubileumcongres van de Diabetesvereniging Nederland (DVN) de kolibrie officieel erkend als internationaal symbool voor het wetenschappelijk onderzoek rond diabetes mellitus.